# Leen Sanders
Leendert Josua Sanders (* 11. Juni 1908 in Rotterdam; † 8. April 1992 ebenda) war ein niederländischer Boxer und Überlebender des Holocaust.

## Sportliche Laufbahn
Leen Sanders wurde als viertes von zehn Kindern von Jozef und Sara Sanders geboren. Ab den 1920er Jahren betrieb sein Vater eine Waffelbäckerei in Rotterdam, seine Mutter vermietete Bollerwagen und Lastfahrräder. Mit 14 Jahren wollte Leen Sanders seinem älteren Bruder Bram, der in Rotterdam eine Boxschule betrieb, nacheifern und Boxer werden. Die Boxer aus Rotterdam waren damals in den Niederlanden dominierend, da es in Amsterdam von 1921 bis 1940 (wie auch in einigen anderen niederländischen Städten) ein Verbot von Boxkämpfen gab (Amsterdamse boksverbod). 1926 gewann Sanders die niederländische Amateur-Meisterschaft im Leichtgewicht, zwei Jahre später die im Federgewicht. Seinen ersten internationalen Kampf bestritt er im November 1926 gegen den Briten Eddie Hutton im Mittelgewicht und gewann mit K. o. 1928 wurde er gegen den Widerstand seiner Eltern, die schon über die Box-Ambitionen des älteren Bruders Bram wenig erfreut waren, Profi. 1929 wurde er niederländischer Meister im Leichtgewicht und verlor den Titel im Jahr darauf an Bep van Klaveren, der ebenfalls aus Rotterdam stammte und bei den Olympischen Spielen 1928 in Amsterdam (aus Anlass der Olympischen Spiele wurde das Amsterdamer Boxverbot für zwei Wochen aufgehoben) Olympiasieger geworden war. 1933 errang Sanders den nationalen Titel im Weltergewicht und wurde anschließend sieben Mal in Folge niederländischer Meister im Mittelgewicht. 1936 wurde er europäischer Vize-Meister nach einer Niederlage gegen den Belgier Felix Wouters. Seinen letzten nationalen Titel holte er 1940 gegen Luc van Dam.
Insgesamt bestritt Sanders 75 Profi-Kämpfe, von denen er 40 gewann, sechs davon durch K. o.; er selbst ging nie K. o. Er boxte in ganz Westeuropa und trug aus Stolz auf seine jüdische Herkunft einen Davidstern an seiner Sporthose. Als er 1936 erneut gegen den Deutschen Gustav Eder, den er Ende der 1920er Jahre zweimal besiegt hatte, um die Europameisterschaft boxen sollte, weigerte er sich, da in Deutschland inzwischen die antisemitische Ideologie der Nationalsozialisten Staatsräson war.

## In Auschwitz
Wenige Monate nach Leen Sanders’ Kampf gegen van Dam im Februar 1940 wurde Rotterdam von der deutschen Luftwaffe bombardiert, wobei das Haus, in dem er mit seiner Familie lebte, komplett zerstört wurde. Im August 1942 versteckten sich Leen Sanders und seine Familie vor den deutschen Besatzern, wurden jedoch nach vier Monaten verraten. Am 11. Januar 1943 wurde er gemeinsam mit seiner Frau und den beiden acht- und zehnjährigen Söhnen über das Durchgangslager Westerbork in das KZ Auschwitz-Birkenau deportiert. Die beiden Kinder wurden umgehend nach der Ankunft in Auschwitz am 14. Januar vergast, seine Frau am 30. April. Sieben seiner Geschwister, darunter sein Bruder Bram, sowie seine Eltern wurden im Holocaust ermordet.

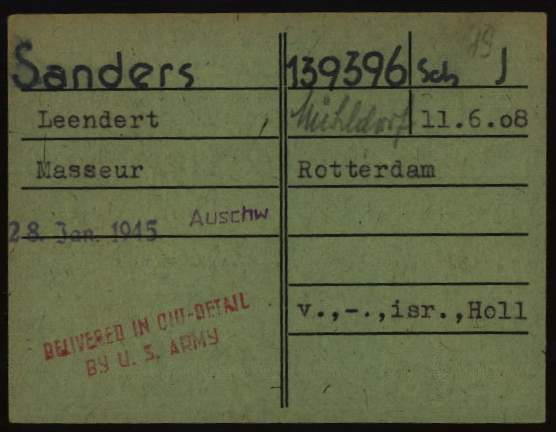
Registrierungskarte von Leen Sanders als Gefangener im nationalsozialistischen Konzentrationslager Dachau

Im Lager wurde Sanders von einem Angehörigen der Lager-SS, der ihn 1936 hatte boxen sehen, erkannt und bekam eine Sonderstellung. Er bestritt Boxkämpfe und gab Trainingsstunden für das Wachpersonal. Diese Sonderstellung sowie seinen Posten als Kapo nutzte Sanders, um seinen Mitgefangenen das Leben zu erleichtern. Der Widerstandskämpfer Bill Minco schrieb in seinem Buch Koude voeten, begenadigd tot levenslang, in dem er über seine Zeit in verschiedenen Konzentrationslager berichtete: „Dat ik Auschwitz en de te volgen periode overleefde, heb ik te danken aan de Rotterdamse bokser Leen Sanders, die dankzij een boksende SS-er enigszins een uitzonderingspositie innam, en die mij als mede-Rotterdammer bij voortduring de hand boven het hoofd hield.“ (dt.: „Dass ich Auschwitz und die folgende Zeit überlebt habe, verdanke ich dem Rotterdamer Boxer Leen Sanders, der dank eines boxenden SS-Mannes eine etwas außergewöhnliche Position einnahm und fortdauernd seine schützende Hand über mich hielt.“) So versorgte er seine Mitgefangenen mit Essen und Kleidung, die er unter Gefahr für sich selbst „organisiert“ hatte. Im Januar 1945 wurden die Gefangenen ins KZ Dachau gebracht, von dort kehrte Sanders nach der Befreiung des Lagers in die Niederlande zurück. Aus seiner Familie überlebten nur er selbst und zwei seiner Brüder den Holocaust.

## Nach dem Krieg
1946 heiratete Sanders eine Freundin einer seiner Schwestern und bestritt siegreich zwei Boxkämpfe, einen in Amsterdam, wo das Boxverbot inzwischen aufgehoben worden war. Noch im selben Jahr verließen sie die Niederlande und wanderten zunächst nach Aruba und später nach Los Angeles aus. Auf Aruba betrieb er wenig erfolgreich eine Bar, aber in Los Angeles hatte er mit einem Reinigungsdienst für Schulen sein Auskommen. Bis in die 1970er Jahre hinein musste er jedoch um eine finanzielle Anerkennung des niederländischen Staates kämpfen, die ihm auch deshalb nicht zustehen sollte, weil er inzwischen die niederländische gegen die US-amerikanische Staatsbürgerschaft eingetauscht hatte.
Im Alter von 77 Jahren kehrte Leen Sanders gemeinsam mit seiner Frau aus Heimweh in die Niederlande zurück. Am 8. April 1992 starb er im Alter von 83 Jahren in seiner Geburtsstadt.